# Трителлурид динеодима
Трителлурид динеодима — неорганическое соединение
неодима и теллура
с формулой Nd2Te3,
серые кристаллы.

## Получение
- Сплавление стехиометрических количеств чистых веществ:

{\displaystyle {\mathsf {2Nd+3Te\ {\xrightarrow {1600^{o}C}}\ Nd_{2}Te_{3}}}}

## Физические свойства
Трителлурид динеодима образует серые кристаллы
кубической сингонии,
пространственная группа I 43d,
параметры ячейки a = 0,9427 нм.
При температуре ≈1000°С происходит переход в фазу
ромбической сингонии,
пространственная группа P nma,
параметры ячейки a = 1,216 нм, b = 1,193 нм, c = 0,437 нм, .